# 제7비행사단
제7비행사단(일본어: 第7飛行師団 다이나나히코시단[*])은 일본 제국 육군 항공대의 항공사단이다. 단대호 7FD, 통칭호는 "襲 9311".

## 역사
1943년 1월 28일, 싱가포르에서 제3항공군 소속 부대로서 창설되었다. 제7비행사단는 스마트라섬부터 반다해까지의 지역 해양초계, 방공, 지상작전에 대한 항공 지원 등의 임무를 부여받았다.
6월 20일, 오스트레일리아 북부의 다윈을 공습하였다.
7월, 뉴기니섬 동해안에서 교전중인 제6비행사단을 지원하기 위해 제7비행사단은 사령부와 주력부대가 뉴기니로 옮겨갔고, 7월 28일에 제6, 7비행사단을 지휘통제할 제4항공군이 창설되었다.
8월 17일~18일동안 미국 육군 항공대 제5항공군의 공습에 일본군은 많은 피해를 입었다. 제7비행사단은 10월에 인도네시아 암본으로 철수하고, 자와섬 동쪽을 지나는 선단을 호송하였다.
1945년 2월, 사령관의 독단으로 타이완섬으로 철수한 제4항공군은 해체되고, 제2비행사단과 함께 제3항공군으로 전속하였다. 사단의 전력이 바닥남에 따라 1945년 7월 24일에 해체되었다.

## 지휘부
| # | 계급 | 성명          | 취임일          | 이임일          | 비고  |
| - | ---- | ------------- | --------------- | --------------- | ----- |
| 1 | 중장 | 스도 에노스케 | 1943년 1월 29일 | 1945년 2월 1일  | [ 1 ] |
| 2 | 중장 | 시로카네 쥬지 | 1945년 2월 1일  | 1945년 7월 16일 |       |

| # | 계급 | 성명              | 취임일          | 이임일          | 비고        |
| - | ---- | ----------------- | --------------- | --------------- | ----------- |
| 1 | 대좌 | 다카시나 호       | 1943년 1월 29일 | 1945년 4월 9일  | [ 2 ]       |
| 2 | 대좌 | 스에모리 요시미쓰 | 1945년 4월 9일  | 1945년 7월 18일 | [ 3 ] [ 4 ] |

## 전투 서열, 종전당시
| 전투부대 - 제3비행단 - 비행 제75전대 (경폭) - 독립비행 제70중대 (사령부 정찰) - 제9비행단 - 비행 제61전대 (중(重)폭) - 비행 제13전대 (전투) - 비행 제24전대 (전투) - 비행 제208전대 (경폭) - 독립비행 제73중대 (정찰) | 비행장부대 - 제4항공지구사령부 - 제9항공지구사령부 - 제32항공지구사령부 - 제5비행장대대 - 제28비행장대대 - 제35비행장대대 - 제68비행장대대 - 제70비행장대대 - 제72비행장대대 - 제107비행장대대 - 제108비행장대대 - 제109비행장대대 - 제113비행장대대 - 제9비행장설정대 | 통신부대 - 제8항공정보연대 - 제9항공통신연대 - 제13야전기상대 군수(정비, 보급)부대 - 독립정비대 - 제21야전항공수리창 - 제21야전항공보급창 |

## 장비
- 전투기
  - 1식 전투기
  - 2식 복좌전투기
- 정찰기
  - 99식 정찰기
  - 100식 사령부정찰기
- 폭격기
  - 99식 쌍발경폭격기
  - 100식 중폭격기

## 기록

### 계보
- 1943년 1월 28일, 第7飛行師団 →제7비행사단

### 소속
- 제3항공군, 1943년 1월 28일
- 제3항공군, 1943년 7월 28일
- 제3항공군, 1945년 2월 28일

### 참전
- 제2차 세계 대전 남서태평양 전구
  - 일본의 오스트레일리아 공습
  - 뉴기니 전역
  - 제2차 필리핀 전역
  - 보르네오 전역 (1945년)

## 참고 자료
- 秦郁彦 (2005). 《日本陸海軍総合事典》 (일본어) 2판. 東京大学出版会.
- 外山操 (1981). 《陸海軍将官人事総覧 陸軍篇》 (일본어). 芙蓉書房.
- 外山操 (1987).  森松俊夫, 편집. 《帝国陸軍編制総覧》 (일본어). 芙蓉書房.
- 木俣滋郎 (1987). 《陸軍航空隊全史》. 航空戦史シリーズ90 (일본어). 朝日ソノラマ.
- 《太平洋戦争師団戦史》. 別冊歴史読本 戦記シリーズNo.32 (일본어). 新人物往来社. 1996.
- 防衛研究所戦史室 (1976). 《陸軍航空の軍備と運用（3）大東亜戦争終戦まで》. 戦史叢書 (일본어). 朝雲新聞社. ASIN: B000J9J2WO.